# Весільний рушник

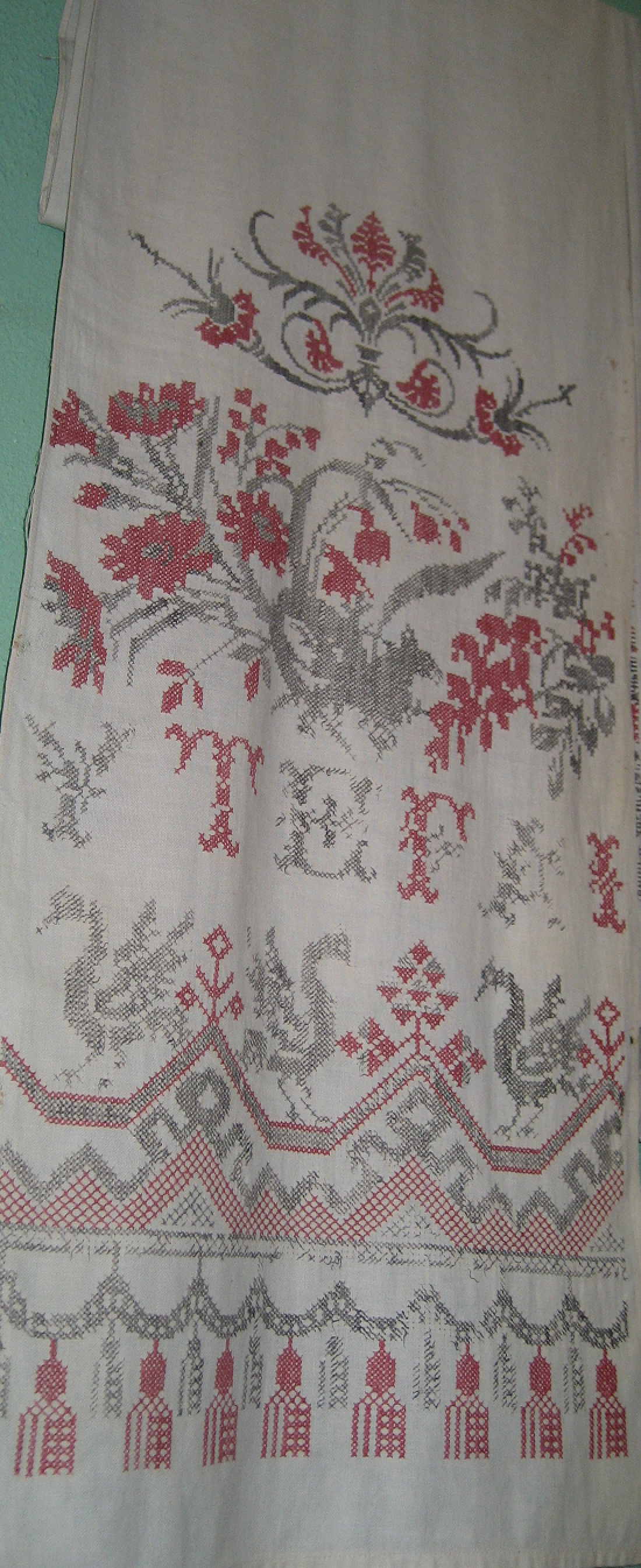
Весільний рушник з Поділля

Весі́льний рушни́к — елемент українського традиційного весілля. 
За традиціями, на весіллі використовувалась понад 20 вишитих рушників, а іноді вона перевищувала 35.
Основними є п'ять рушників: під коровай, два для ікон, для перев'язування рук молодим та під ноги під час вінчання.
Рушник під ноги — найголовніший на весіллі, саме він вирішує, як складеться подальше життя нареченого і нареченої. Бо саме цей рушник є символом дороги майбутнього життя. Вважається, що стаючи під час вінчання на вишитий рушник, молоді отримують Благословення згори. А всі вишиті візерунки на рушникові — це коди, ключі до складання долі нової сім'ї. Рушники, особливо під ноги, використовують один раз. У випадку дуже щасливого сімейного життя у спадок передають тільки візерунок, а рушник вишивають новий. За традицією, після весілля рушники зберігаються в сім'ї молодих як символ та оберіг щасливого сімейного життя.
Усі розміри весільного рушника, ширина і довжина, повинні ділитись на 7. Оскільки рушник певним чином символізує дорогу сімейного подружнього життя, його полотно повинно бути цілим і безперервним. Не має бути мережив або тасьм. Не можна підшивати (підрублювати) краї рушника. Вишивкою повинна бути заповнена 1/4 кожної половини рушника.
Вишивка весільного рушника — це сакральне дійство, від якого залежить щастя й добробут молодої родини та доля їх майбутніх дітей. Зазвичай дівчина власноруч готувала собі весільного рушника. Вона сама керує процесом творення та закладає бажане майбутнє своєї родини. Важливо стежити за власним настроєм, вишивати рушник у доброму гуморі, не допускаючи поганих думок. Вишивка має бути дуже охайною: «Лицьова сторона — для людей, а виворітна — для Бога». Дрібні помилки у вишивці не випорюють, щоб в житті не було хаосу. Не можна робити вузлів (продівати через хрестики на лицьовій стороні, перший вузол — петелька).  По закінченню вишивки, готову роботу, не прали, щоб зберегти енергетику рушника (тому тканину краще випрати до вишивання). Сторону, яку вишивають першою, слід вважати чоловічого (права сторона). Роблять декілька відмінностей у вишивці кожного краю рушника. Кожен кінець рушника починав вишиватись знизу угору, за таким же принципом, як виготовлялись ткані рушники. Ніколи не перестрибували з одного кінця до іншого. Центр рушника обов'язково повинен бути пустим, без вишивки, — Боже місце; вільна від візерунка частина уособлює зв'язок з космосом. Вважалося, що починати роботу найкраще у четвер зранку, оскільки це енергетична вершина тижня. Не можна було вишивати весільні рушники вночі, також не вишивали в п’ятницю. Вишивали у цілковитій тиші, спокої, таємно. Бажано, щоб про вишивку знало якомога менше людей і рушника ніхто не бачив. Роботу, що виконує дівчина, мали право бачити її рідні в хаті. Виготовляючи рушник, використовують лише одну голку, якою вишивають увесь рушник. Голки, які вживались у вишиванні, надзвичайно цінувались, зберігались, і вважалось недобрим знаком, коли вони губились, особливо коли вишивалась річ. Голки варто купувати в понеділок. Тканина та нитки для рушника обов'язково повинні бути натуральні. Тканина з бавовни, а нитки вовняні чи шовкові. 

## Символи на рушниках
Існує дуже велика кількість символів, поєднаних у візерунки. Тому при їх доборі для власного весільного рушника потрібно зважати на власні відчуття та вишивати лише той візерунок, що найбільше припав до душі. Повинна бути неперервність орнаменту: від краю до краю. Символи бувають: геометричні, рослини та тварини
Найстаріші символи — геометричні. Рослин та тварин почали вишивати з середини XIX століття. 
- Дуб — святе дерево, що уособлювало Перуна, бога сонячної чоловічої енергії, розвитку, життя.
- Калина — дерево роду; у давні часи калина пов'язувалася з народженням Всесвіту, вогненної трійці — Сонця, Місяця і Зірки. Тому і назву свою має від давньої назви Сонця — «Коло». А оскільки ягоди калини червоні, то й стали вони символом крові та невмирущого роду. Ось через це весільні рушники, дівочі і навіть парубочі сорочки тяжкі тими могутніми гронами[джерело?].
- Виноград — символіка винограду розкриває радість і красу створення сім'ї. Сад-виноград — це життєва нива, на який чоловік є сіячем, а жінка має обов'язок ростити й плекати дерево їхнього роду. Мотив винограду бачимо на жіночих та чоловічих сорочках Київщини, Полтавщини. А на Чернігівщині виноград в'ється на родинних рушниках.
- Мак — у давнину в Україні святили мак і обсівали людей і худобу, бо вірили, що мак має чарівну силу, яка захищає від усякого зла. Також вірили, що поле після битви навесні вкривається маками. Ніжна трепетна квітка несе в собі незнищенну пам'ять народу. Дівчата, в сім'ї яких був загиблий, з любов'ю і сумом вишивали узори маку на сорочках, а на голови клали віночки з семи маків, присягаючи цим зберегти й продовжити свій рід.